# Salomėja Zaksaitė
Salomėja Zaksaitė (Kaunas, 25 de juliol de 1985) és una jugadora d'escacs lituana, que té el títol de Mestra Internacional Femenina des de 2003. Va ser campiona de Lituània els anys 2014 i 2016 i subcampiona els anys 1999 i 2013.
Es va graduar a la Facultat de Dret de la Universitat de Vílnius el 2008. L'any 2012 va doctorar-se en criminologia i dret de l'esport amb la tesi «Trampa en l'esport: problemes de prevalença i prevenció». Treballa a l'Institut de Dret i al Departament d'Investigació criminal del Centre Lituà de Ciències Socials.
A la llista d'Elo de la Federació Internacional d'Escacs del juliol de 2022, hi tenia un Elo de 2212 punts, cosa que en feia la jugadora femenina número 2 (en actiu) de Lituània. El seu màxim Elo va ser de 2336 punts, a la llista del juliol de 2016.
És presidenta de la Comissió de Fair Play de la FIDE, l'objectiu de la qual és garantir el joc net en les competicions internacionals d'escacs i promoure que les federacions nacionals estableixin els seus propis reglament i sistemes per evitar les trampes en el joc.

## Algunes publicacions
- Zaksaitė S. (2013) Match-fixing: the shifting interplay between tactics, disciplinary offence and crime. The International Sports Law Journal, 13, pp.287-293. DOI:10.1007/s40318-013-0031-3
- Zaksaitė S.; Raduševičius K. (2016) Manipulation of competitions in Formula-1: where policy ends and cheating begins. The International Sports Law Journal, 16, pp 240–246. DOI:10.1007/s40318-016-0104-1
- Zaksaitė S. (2020) Cheating in chess: a call for an integrated disciplinary regulation (anglès). Kriminologijos studijos, 8, pp. 57-83. DOI:10.15388/CrimLithuan.2020.8.3.
- Zaksaitė S. (2022) Anti-cheating protection measures in chess: current state of play (en anglès). Crime Prevention and Community Safety. https://doi.org/10.1057/s41300-022-00149-x